# 戸谷勇斗
戸谷 勇斗（とたに はやと、1988年7月11日 - ）は、日本のフリーアナウンサー。元愛媛朝日テレビ（eat）のアナウンサー。東京都大田区出身、神奈川県川崎市育ち。法政大学第二高等学校、法政大学経済学部卒業。

## 来歴
中学、高校と陸上競技部に在籍。中学校では男子２００ｍ走で神奈川県大会優勝。高校では1600mリレーでインターハイ・ベスト10入りを果たしている。
大学時代は、TBS系列で不定期に放送されている特別番組『SASUKE』に出場した。
2012年4月に愛媛朝日テレビ入社。同期のアナウンサーは坂口愛美、松本圭世、西田沙織。

2015年4月から担当したちかくナルナル なるちか!では肉料理を専門とするグルメリポーター「肉男子トタニ」として
多数のリポートを行っていた。2020年4月4日からは同番組メインMCを務めた。

2019年、同期アナウンサーの坂口愛美とコンビを組み「じゃこ天スプラッシュ」として、『M-1グランプリ2019』に出場した。
2020年東京オリンピック・パラリンピックでは夢だった同大会の取材活動にかかわり、のちに
「スポーツを通じた場づくり等にも挑戦したい」と、2022年9月で愛媛朝日テレビを退職。
2022年10月、セガサミーホールディングスに転職。同社広報室勤務の傍ら、フリーアナウンサーとして活動している。
2024年5月より、セガサミーでの勤務を続けながら松竹芸能に所属。

## 人物

### 趣味
- 腹筋づくり[2]、ロードバイク(4台競技用自転車を保有)[2]、ランニング[2]、カフェ巡り[2]

### 資格
- 日本話しことば協会認定講師[7]
- アナウンス検定1級
- 話しことば検定1級
- 温泉ソムリエ
- サイクリングインストラクター

### 親戚
- 俳優の藤田まこと氏、元兵庫県副知事・元姫路市長の戸谷松司氏(叔父)

## 過去の担当番組
- スーパーJチャンネルえひめ（2012年4月2日 -2022年9月30日 ）
- ちかくナルナル なるちか!（2015年4月4日 -2022年9月30日 ）
- らぶちゅちゅ
- レデイゴー！テレビちゃん。早押しライブQ
- 高校野球中継 - 実況
- ジャパンビーチバレーボールツアー松山大会中継 - 実況
- eatニュース